# Postidal (mercado en línea)
Postidal es un sitio estadounidense de comercio electrónico y de envíos de dinero fundado en 2020 con sede en New Haven, y New York, Estados Unidos. Se dedica a ofrecer principalmente productos de ATM, tecnología, electrónica, farmacia, artículos de uso doméstico, transferencias, gift cards, artículos de alimentos y servicios.

## Historia
Postidal fue fundado en febrero de 2020 por el empresario estadounidense de origen dominicano Marvin Amparo en New Haven y New York. Postidal se enfoca inicialmente para los consumidores de Estados Unidos. Postidal lanzó redes de bodegas tecnológicas situadas en la ciudad de New York. Es utilizado por particulares, con autorización legal para comercializar con gobiernos. Postidal fue creado para no solo facilitar las compras económicas en internet, sino también la administración eficiente tecnológicas para bodegas.

## Características
Postidal es accesible a través de sitio web y aplicaciones móviles, disponible en 41 idiomas. Postidal incorpora inteligencia artificial para automatizar procesos claves, como el reconocimiento de artículos. Los algoritmos de aprendizaje automático ayudan predecir tendencias de ventas y gestionar el inventario. Se caracteriza por vender productos y servicios baratos de calidad variable.

## Productos y servicios
Postidal exhibe productos en múltiples categorías como: gift card, electrónica, tecnología, ropa y prendas de vestir, jardín y cocina, salud y belleza, bebés y mamás, joyas y relojes, deporte y aire libre, libros y oficina, coches y motos.

## Postidal Union

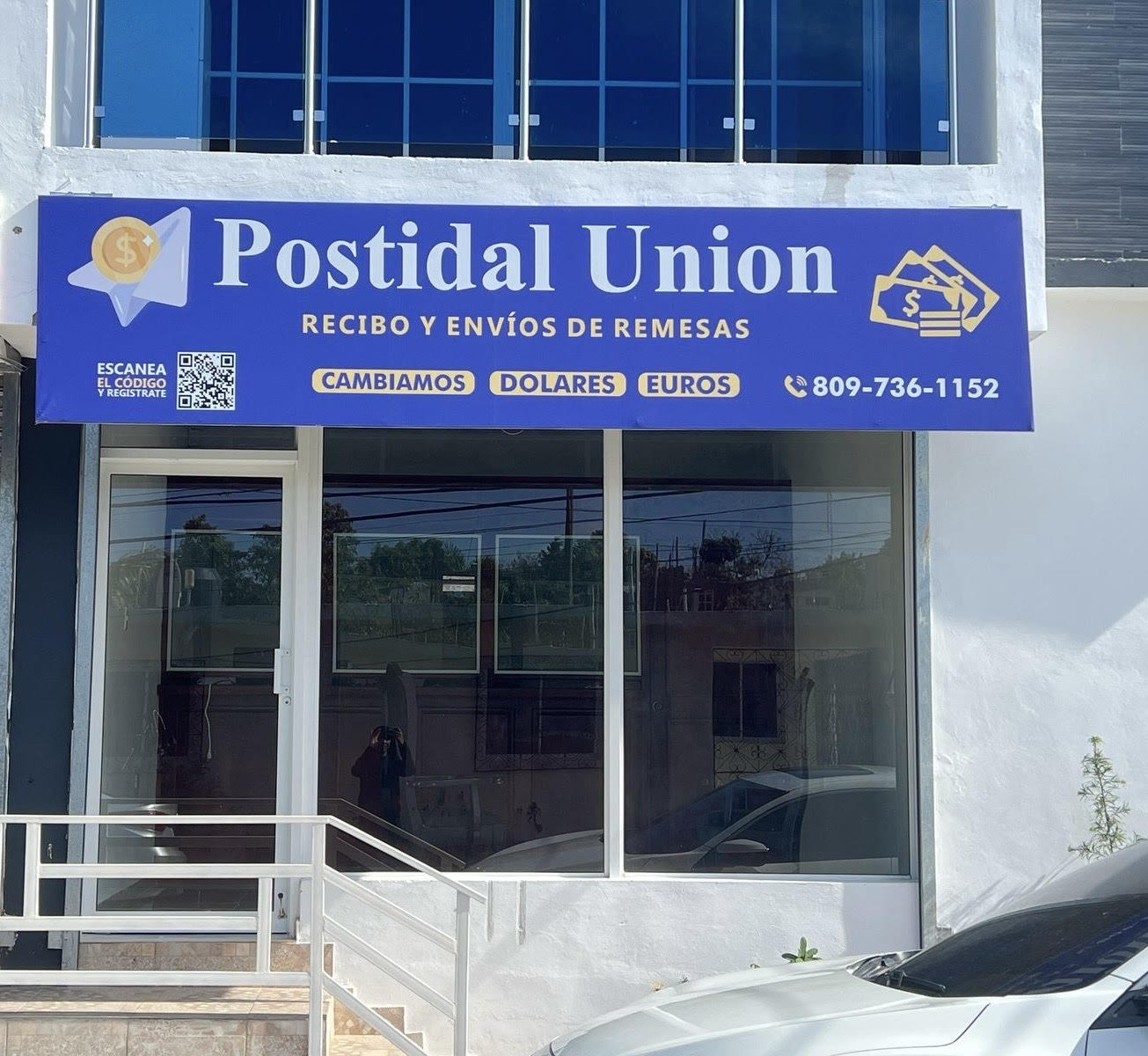
Postidal Union en Hato Mayor

Postidal Union es un sitio asociado a Postidal, orientado al envío y recepción de dinero. Tiene actividad en la República Dominicana y los Estados Unidos, y está dirigido a usuarios que utilizan servicios alternativos a la banca tradicional para realizar transferencias monetarias.
Postidal Union opera como una extensión funcional de Postidal. Su creación responde a la expansión de mecanismos digitales y presenciales utilizados para la transferencia de fondos, particularmente en contextos donde los servicios bancarios pueden tener acceso limitado o restringido.
Postidal Union  permite realizar envíos de dinero, los cuales pueden ser retirados en efectivo o utilizados en compras en puntos de aceptación determinados. Las condiciones de uso incluyen restricciones sobre la modificación o devolución de las operaciones realizadas.
Desde su lanzamiento, Postidal Union  ha implementado una práctica anual que consiste en la representación simbólica de figuras históricas en productos digitales. En 2025, la figura seleccionada fue Harriet Tubman, vinculada al movimiento abolicionista en los Estados Unidos.